# Middle Island (Brookhaven)

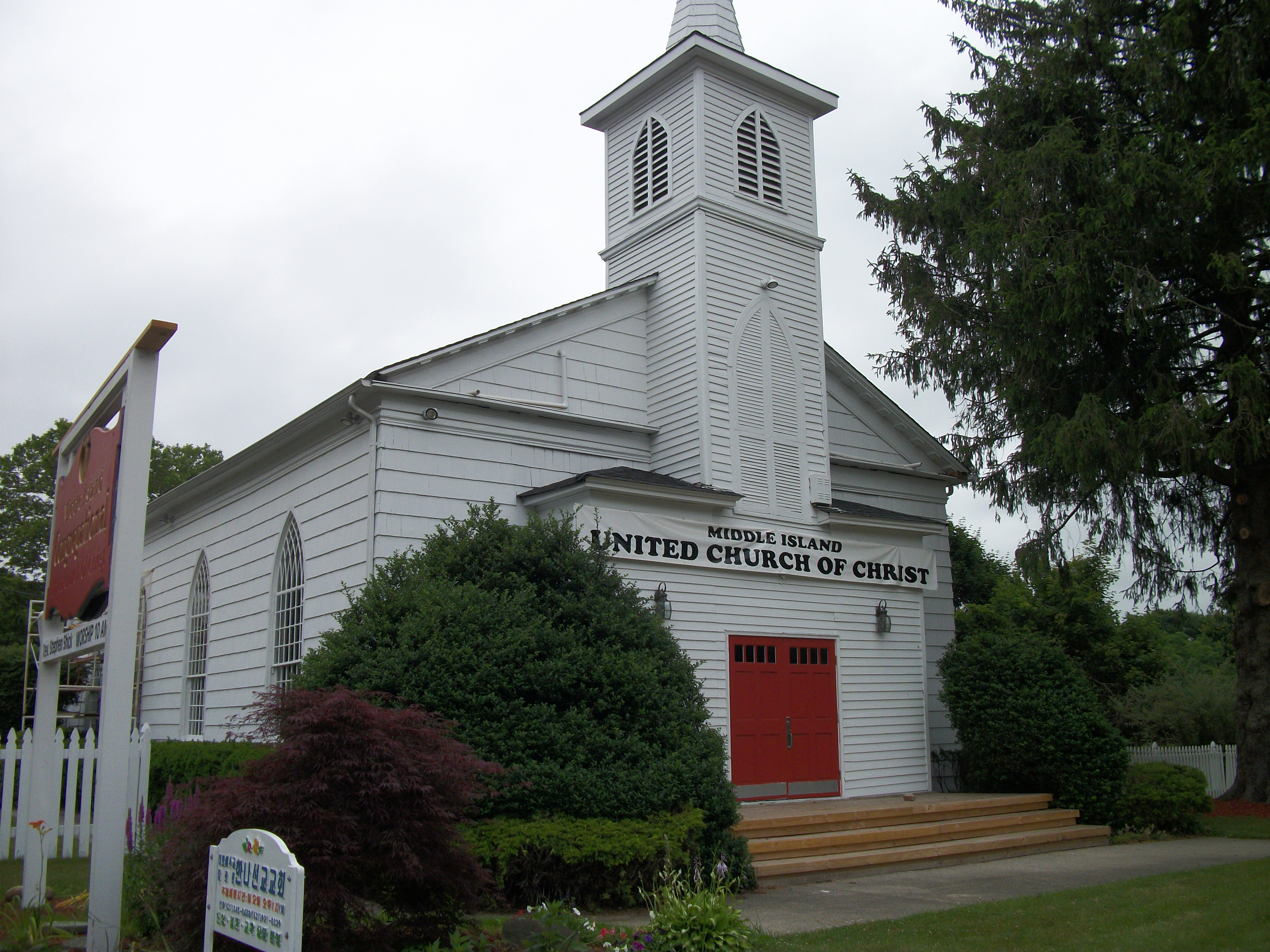
Presbyterianische Kirche, Middle Island

Middle Island ist ein Weiler mit rund 11.110 Einwohnern in der Stadt Brookhaven, Suffolk County, New York, auf der Insel Long Island.

## Geschichte
Middle Island war ursprünglich durch Setalcott-Indianer besiedelt, bevor sich europäische Siedler vom Nord- und Südufer Long Islands niederließen. Zwischen 1730 und 1750 begannen die Menschen, entlang dieser Straße Häuser zu bauen.  Die Middle Country Road, die Postkutschenroute von New York City nach Greenport, von wo aus man mit der Fähre nach Neuengland übersetzte, führte durch Middle Island.  Die 1739 erbauten Brewster's Tavern war die dortige Postkutschenstation. 1766 wurde die erste presbyterianische Kirche gebaut. Rev. David Rose, der auch Arzt und Pfarrer der Kirche von South Haven war, bereiste seine riesige Gemeinde zu Pferd. Er füllte seine Satteltaschen mit Bibeln und Medikamenten, um seine Gemeinde an der Grenze zu versorgen. Im Jahr 1766 eröffnete die Gemeinde einen Friedhof direkt gegenüber der Kirche. Im Jahr 1811 wurde Benjamin Hutchinson Postmeister und änderte den Namen in Middle Island. Das erste Schulhaus wurde 1813 östlich der Kirche gebaut.  Middle Island war zunächst als Middletown bekannt, hieß aber Brookhaven, als 1796 das erste Postamt eingerichtet wurde.

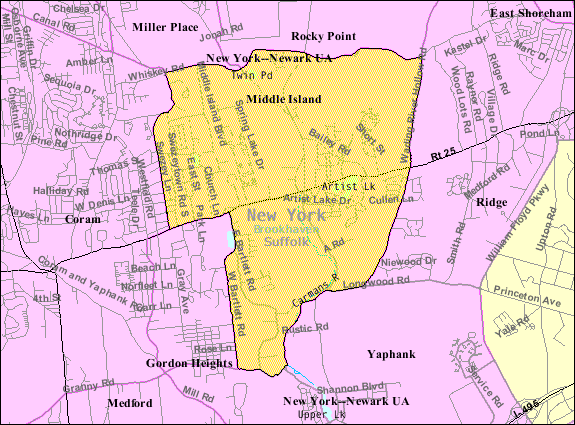
Karte Middle Island

Im Jahr 1837 wurde eine neue Kirche direkt hinter der älteren gebaut. Sie diente der Gemeinde 200 Jahre lang, bis 1966 das neue Gebäude für die christliche Erziehung auf dem Longwood Estate gebaut wurde. In den 1940er und 1950er Jahren verzeichnete Middle Island einen Zustrom estnischer Flüchtlinge, vor allem in der Gegend um den Pine Lake.

## Geographie
Middle Island liegt zwischen den Ortsteilen Coram und Ridge im Westen bzw. Osten und Rocky Point und Yaphank im Norden und Süden. Der Name leitet sich von der Tatsache ab, dass sie ungefähr auf halbem Weg zwischen dem östlichen und dem westlichen Ende von Long Island (Montauk Point und East River) sowie auf halbem Weg zwischen der nördlichen und der südlichen Grenze (dem Long Island Sound und dem Atlantischen Ozean) liegt.
Nach Angaben des United States Census Bureau hat der Ort eine Gesamtfläche von 8,3 Quadratmeilen (21,5 km²), wovon 8,2 Quadratmeilen (21,3 km²) auf Land und 0,077 Quadratmeilen (0,2 km²) oder 0,71 % auf Wasser entfallen.
Auf Middle Island gibt es mehrere Seen, darunter Artist Lake, Pine Lake, und Spring Lake. Auf Middle Island befindet sich auch der Oberlauf des Carmans River, der ursprünglich am Pfeiffer's Pond an der nordöstlichen Ecke der NY 25 und der Old Middle Island Road begann und jetzt im Cathedral Pines County Park beginnt.

## Bevölkerung
2022 betrug die Einwohnerzahl etwa 11.100. Die 5 größten ethnischen Gruppen in Middle Island, waren Weiße (Nicht-Hispanoamerikaner) (74,9 %), Hispanoamerikaner (11 %), Schwarze oder Afroamerikaner (6,95 %), Asiaten (1,97 %) und Andere (1,6 %).